# 권길 충신문 및 묘소
권길충신문 및 묘소(權吉忠臣門)는 충청북도 음성군 소이면에 있는 권길의 충절을 기리는 충신문으로, 1602년(선조 35년)에 건립되었으며, 1901년에 현재의 위치로 옮겨 세웠다. 권길( ? ~1592)은 임진왜란 때 상주 판관이었으며 상주에서 왜적과 싸우다 전사한 충신이다. 2002년 5월 18일 음성군의 향토문화유적 제13호로 지정되었다.

## 개요
이 정문은 충신 권길을 기리기 위하여 세운 충신문으로 정면 1간 측면 1간의 맞배지붕의 목조기와집이며 양옆에 풍벽을 달았고 홍살로 막았다.
편액에는 충신증자헌대부이조판서겸지의금부사오위도총관영풍군통훈대부상주판관겸상주진검병마절제도위권길지문 선조조명정려 개국오백삼십년 신유 오월 일 중건<忠臣贈資憲大夫吏曹判書兼知義禁府事五衛都總管永豊君通訓大夫尙州判官兼尙州鎭檢兵馬節制都慰權吉之門 宣朝朝命旌閭 開國五百三十年 辛酉 五月 日 重建>이라고 되어있으며 충신문 안에는 판관권공정려중건기<判官權公旌閭重建記>가 있다.
권길은 임진왜란 때 상주판관으로 왜적과 싸우다 순국하였으며 순국후에 영풍군에 추봉되고 이조판서에 추증되었다. 선조 35년(1602년)에 공의 충정을 기려 충신의 정려문이 내리었다. 또한 상주의 충렬사에 제향되고 있다.